# Revan
Revan je izmišljeni lik u BioWarevoj videoigri Star Wars: Knights of the Old Republic, u kojoj je on igrivi glavni junak. Također se pojavljuje u povezanim medijima u proširenom svemiru Zvjezdanih Ratova.
Lik je bivši Sith koji pati od amnezije, nakon što su Jediji isprali mozak s lažnim identitetom da bi poslužili njihovoj stvari. O tome se zna tek kasno u igri, prije kojeg igračevom protagonistu nedostaje bilo koji unaprijed definirani identitet, a vjeruje se da je Darth Revan mrtav.
Revan (koji, gore naveden, nije identificiran kao takav tijekom procesa stvaranja lika) igrač ga je prilagodio u pogledu izgleda, spola i radnji; kanonski, Revan je muško i slijedi put sa svjetle strane tijekom događaja igre.
Revanova se priča dodatno istražuje u Drew Karpyshyn romanu iz 2011 Star Wars: The Old Republic: Revan. U knjizi su detaljno opisani događaji Revanova života nakon događaja iz Star Wars: Knights of the Old Republic, u kojima Revan pokušava vratiti svoje izgubljene uspomene iz razdoblja Mandalorijanskih ratova i s njegovih i Malakovih putovanja kako bi otkrio Sith Carstvo. U masovno multiplayer online igri Star Wars: The Old Republic, utjelovljenje Revana služi kao titularni antagonist ekspanzije Shadow of Revan.
Revanu je glas posudio Rino Romano u Star Wars: Knights of the Old Republic i Jeff Bennett u Star Wars: The Old Republic.

## Pojavljivanja

### U serijalu Knights Old Republic
Vidi isto: Star Wars: Knights of the Old Republic, Star Wars Knights of the Old Republic II: The Sith Lords i Star Wars: The Old Republic: Revan
Revan je prikazan kao bivši Jedi, koji je zajedno s Alekom (kasnije Darth Malakom) napustio Red kako bi vodio borbu u Mandalorijanskim ratovima zbog Jedijskog nedjelovanja. Godinu dana nakon završetka Mandalorijanskih ratova, Darth Revan vratio se u prostor Republike na čelu masivne invazijske flote. Nazivajući sebe Sithima, objavili su rat Republici. Budući da mu je namjera bila ujediniti galaksiju pod jednim vladarom kako bi mogao napasti drevno Sith Carstvo, izbjegao je napasti ključna mjesta poput Coruscanta, Onderona i Dantooinea. Sithi su pobijedili u bitci i dok se Mračni Gospodar pripremao za bitku s Jedijims koji se ukrcali na njegov zapovijedni brod, Darth Malak, u nadi da će uništiti i Revana i Bastila Shan (kao i Jedije koji je prate), izdao je svog Gospodara, naređujući brodovima pod njegovom zapovjedništvom da pucaju na Revanov zapovijedni most. Iako je Malak vjerovao da je bio uspješan da je ubijo Revana, oni su preživjeli. Revan je teško ozlijeđen od turbolaserske eksplozije. Potom su ga odveli Bastila Shan i njen udarni tim Jedija u Jedijsku enklavu na Dantooineu, gdje su članovi Jedijskog Vijeća odlučili izbrisati Revanovo sjećanje i utisnuti mu lažni identitet koji igrač stvara na početku igre. Knights of the Old Republic započinju s Revanom koji se budi na zvjezdanog broda koji je napadnut. Kroz igru Revan saznaje svoju zaboravljenu povijest i okuplja skupinu sljedbenika dok traži "Zvjezdane karte" koje ga vode do Zvjezdane Kovačnice, što je Revan koristio za izradu svoje vojske. Revan nailazi na Malaka, koji kaže Revanu da je bivši Sith Gospodar.
U jednom trenutku Malak uhvati Bastilu i okrene je na tamnu stranu. Njena konačna sudbina ovisi o izboru igrača. U igri igrač može birati hoće li okrenuti Revana na tamnu stranu ili svijetlu stranu Sile. Bez obzira na to, Revan se suočava s Malakom pri završetku igre. Prema kanonu, Revan se vratio kao Jedi Vitez koji je zaustavio snage Sithske pod Malakovom kontrolom i uništio Zvijezdanu Kovačnicu. Posljednji prizor kanonskog završetka igre prikazuje glavne likove, uključujući Revana, kojeg Republika slavi na mjestu hrama na Rakata Primeu; slika kasnijih događaja nastala je iz sljedećih igara i romana.
.